# Latimer, Kansas
Latimer är en ort i Morris County i Kansas. Vid 2010 års folkräkning hade Latimer 20 invånare.